# 双修国民型华文中学
双修国民型华文中学是位于马来西亚沙巴州山打根省山打根的一所国民型华文中学。它位于距离城市2公里的Trig Hill山脚下。该学校成立于1907年，是山打根最古老的学校之一。学校现任校长是傅秀文。学校现有员工约80人，学生大约1500人。
学校的使命是：“提供完整有效的教育，发掘每个优质人才的整体潜力。”（"To provide a complete and effective education; expand each individual's overall potentials in producing quality human beings."）

## 校史
山打根双修中学是马来西亚巴色基督教会的一部分。巴色教会学校的发展受到外国定居者的启发，为他们的子女提供教育。
双修中学源于1907年，由香港巴色会委托的已故牧师Rev. Yap Hyen Moo创办，作为第一代传教士学校教师在山打根站建立。起初它纯粹是一所中文学校，被称为巴色宣教学校。 1910年，一位德国牧师Rev. Shie来自瑞士巴色的巴色代表团，并启动了英文教学。他成为第一个校长。从那时起，这所学校就被称为“双修”，意思是“双语修学”（英文和中文）。当时在当时有许多高效敬业的老师中，Chung Yuk Fong已经是马来西亚巴色基督教教会总裁（曾在沙巴州任校长），他对学校的贡献是众所周知的。
1914年，第一次世界大战爆发，因此双修中学的英文教学被迫关闭，但中文的部分不受影响。在1918年第一次世界大战结束后的三年中，这所学校出现了财政和人事方面的困难，因此英文的这个教学直到1922年才重新开放。
1941年底，日军抵达北婆罗洲，双修中学被迫关闭。它在1946/1947年重新开放，首先是中文教学，后来是英文教学。第二次世界大战期间，教堂和学校受到极大的损害和领导人遇难，财产遭到严重破坏和烧毁。战后，学校面临着全面的重建问题。第二次世界大战期间唯一没有被摧毁的教堂财产是德国代表团建造的老教堂。这座旧建筑后来被美国传教士翻修过。 1949年，一座耗资RM16,000.00的双层木结构建筑，由当时的香港世界信义宗联会中国区主任，已故的吴冠勋牧师（Rev. Arthur S. Olson）直接捐赠2,000美元，从教会成员Wong Tet Siew那里捐赠RM2,000.00

## 校歌
Onward Sung Siew Students
Onward Sung Siew students
armed with faith and zeal
grow in knowledge and skills
to serve God and man
strive to gain excellence
let God lead the way
go forward and follow
the path of success
Onward Sung Siew students
sing the victory song
glory,lord and honour
to almighty God
Onward Sung Siew students
stand up for what's right
and with a thankful heart
march to victory
ready,sure and steadfast
trained to be upright
strong in body and mind
grow spiritually
Onward Sung Siew students
sing the victory song
glory,lord and honour
to almighty God